# حسین راضی
حسین راضی (۷ آذر ۱۳۰۷ تهران – ۲ بهمن ۱۳۸۹ تهران) از فعالان سیاسی و اجتماعی ایرانی دارای گرایش به سوسیال دموکرات بود.
وی از بنیانگذاران و فعالان نهضت خداپرستان سوسیالیست، جبهه ملی ایران و دبیرکل حزب مردم ایران بود که سابقه ۹ بار دستگیری را در دوران حکومت پهلوی داشت.
اندیشه‌های وی همچون محمد نخشب، شامل سوسیال دموکراسی بود که بر پایه دموکراسی و خداپرستی و نفی مادی‌گرایی قرار داشت نخشب با تلفیق برابری، آزادی و ایمان به خدا و دموکراسی، اندیشه‌ای را تبیین و تبلیغ کرد که ترکیبی از چهار عنصر لازم برای یک نهضت اصیل بود که هیچ‌یک از عناصر آن را نمی‌توان از دیگری منفک کرد.
وی در دهه ۳۰ از مؤسسه عالی علوم اداری، وابسته به دانشکده حقوق و علوم سیاسی دانشگاه تهران موفق به اخذ دو مدرک کارشناسی در رشتهٔ حقوق و علوم سیاسی -اقتصاد شد وی همچنین دارای مدرک کارشناسی ارشد در رشته اقتصاد از دانشگاه تهران بود و در دههٔ ۴۰ در کنار استادان و فارغ التحصیلان دانشکدهٔ علوم اداری، کانون علوم اداری را تأسیس نمودند. این کانون نقش بسزایی در ارتقای مدیریت در امور اداری کشور داشت.

## فعالیت‌های سیاسی
حسین راضی فعالیت سیاسی خویش را در دهه بیست آغاز نمود و به همراه محمدنخشب بنیان‌گذار نهضت خداپرستان سوسیالیست بود که برا پایه مبانی سوسیالیسم تحققی و خداپرستی استوار بود. سال ۲۸ به عضویت حزب ایران درآمدند و حسین راضی نیز به عضویت شورای مرکزی این حزب درآمد و تا سال ۱۳۳۰ توانستند در مشهد، قزوین و شیراز شعباتی دایر نمایند. در سال ۱۳۳۱ با بروز برخی اختلافات اعضای نهضت خداپرستان سوسیالیست از حزب ایران انشعاب کرده و با تأسیس حزبی به نام جمعیت آزادی مردم ایران اعلام موجودیت کردند ولی همچنان در جبهه ملی باقی ماند.
حسین راضی نیز در آن زمان در بازرسی شهرداری تهران فعالیت می‌کرد. بعد ازکودتای ۲۸ مرداد نقش مهمی و مؤثری رادر کمیته بین الاحزاب نهضت مقاومت ملی ایفا نمود و به‌عنوان نماینده حزب مردم ایران در این کمیته بود و جلسات در منزل وی برگزار می‌گردید. او عضو هیئت مؤسس ۱۷نفره جبهه ملی دوم بود که به دعوت الله‌یار صالح تشکیل شد و در شورای مرکزی ۳۵ نفره جبهه ملی دوم نیز عضویت داشت سپس در سال‌های۱۳۴۰الی۱۳۴۴ از طرف جبهه ملی ایران جهت ساماندهی به امور جبهه ملی اروپا و به‌خصوص نشریات جبهه ملی چندین بار به کشورهای اروپایی سفر می‌کنند. راضی نماینده مهدی آذر در امور جبهه ملی اروپا بودند.
در جریان کنگره جبهه ملی ایران در اروپا در ویس بادن (جمهوری آلمان فدرال) در اوت ۱۹۶۲ با نظر حسین راضی، علی شریعتی با توجه به توانمندی‌هایش به عنوان سردبیر روزنامه فارسی‌زبان «ایران آزاد» (ارگان جبهه ملی ایران در خارج از کشور- اروپا) انتخاب شد. اولین شماره این نشریه پس از سردبیری  شریعتی در ۱۵ نوامبر ۱۹۶۲ منتشر گردید. این نشریه دیدگاه‌های روشنفکران ایرانی خارج و نیز مبارزات گروه‌های سیاسی ایرانی را منعکس می‌کرد و ارگان رسمی جبهه ملی ایران در اورپا محسوب می‌گردید. قبل از آن پرویز ورجاوند سردبیری این نشریه را بر عهده داشت.
راضی در سال۱۳۴۴ پس از استعفای اعضای شورای مرکزی جبهه ملی دوم به همراه سایر میلیون در جهت ایجاد جبهه ملی سوم تلاشی را آغاز می‌کند که پس از ۳ جلسه با هجوم ساواک و دستگیری اعضا به نتیجه‌ای نمی‌رسد.

## دوران انقلاب

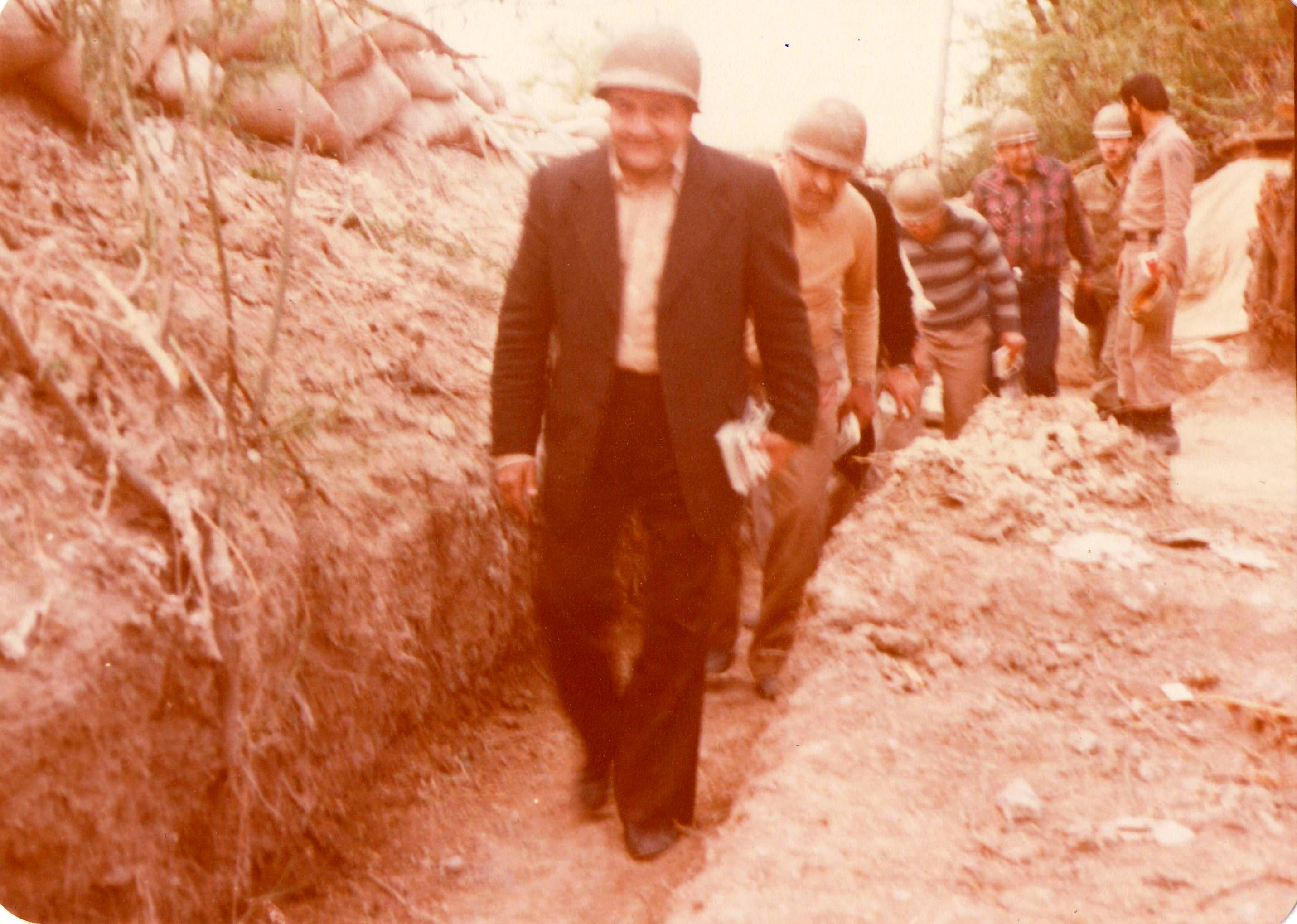
حسین راضی به همراه اعضای حزب مردم در جبهه

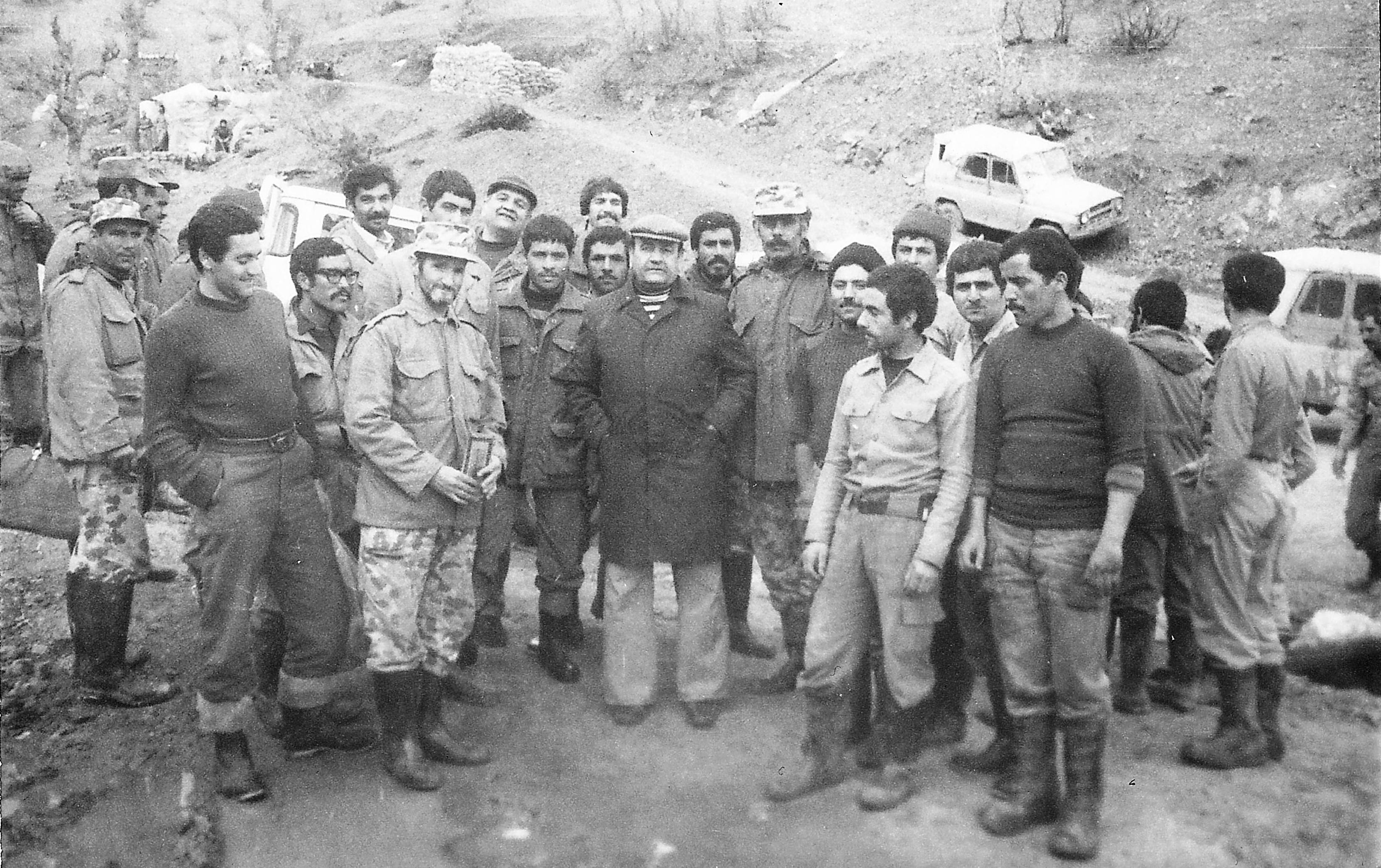
حسین راضی به همراه اعضای حزب مردم در جبهه

حسین راضی در دوران انقلاب به همراه اعضای حزب مردم ایران عمده فعالیت‌های خود را همانند سال‌های ۴۵ الی ۵۵ در زمینه‌های اجتماعی و کمک رسانی به جبهه‌ها و مردم در مناطق جنوبی تهران صرف نمود.

## جبهه ملی پنجم
پس از تشکیل جبهه ملی پنجم به رهبری ادیب برومند، راضی دوباره به فعالیت‌های خود در جبهه ملی ادامه می‌دهند و در پلنوم اللهیار صالح ۱۳۸۲ به سمت عضویت در شورای مرکزی جبهه ملی ایران انتخاب می‌شوند. او مسوول برگزاری انتخابات درون سازمانی جبهه ملی برای برگزاری پلنوم بود.
حسین راضی پس از یک بیماری طولانی در بهمن ۱۳۸۹ در تهران درگذشت.